# Zentrum für Politische Schönheit

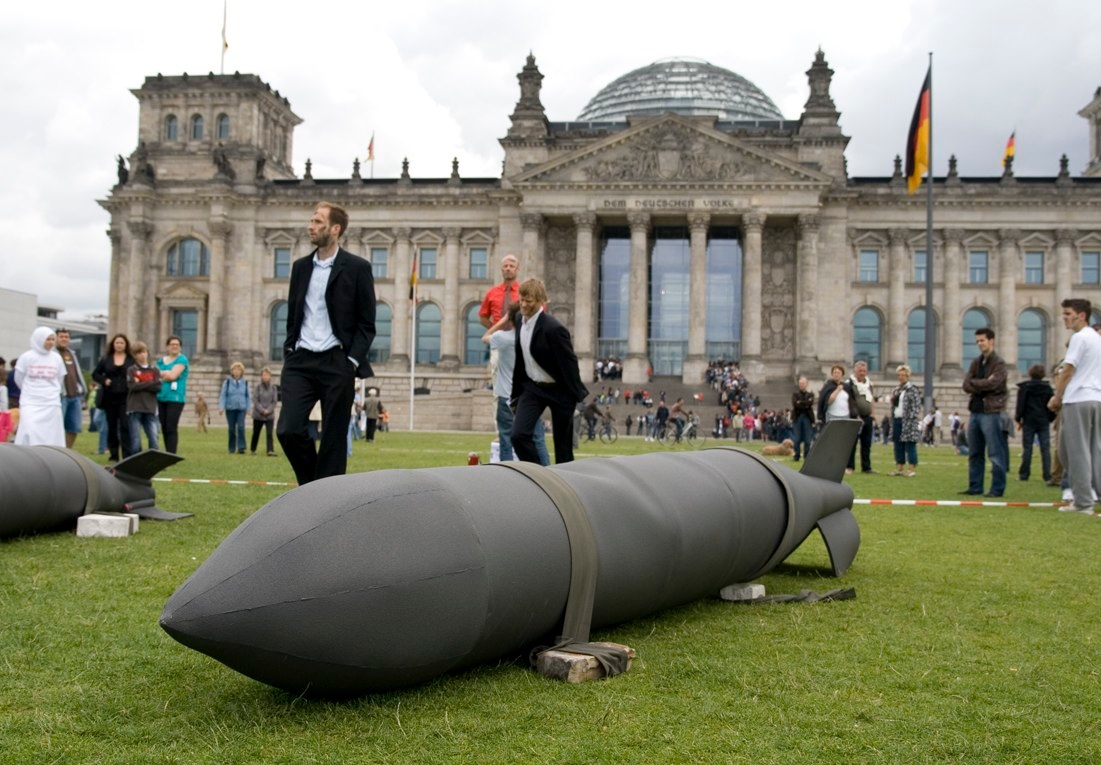
Aktion „Lethe-Bomben“ vor dem Reichstagsgebäude, 2009

Das Zentrum für Politische Schönheit (ZPS) ist ein Zusammenschluss von über 100 Aktionskünstlern und Kreativen (Stand: November 2023) unter der Leitung des Aktionskünstlers Philipp Ruch.

## Selbstverständnis und Ziele

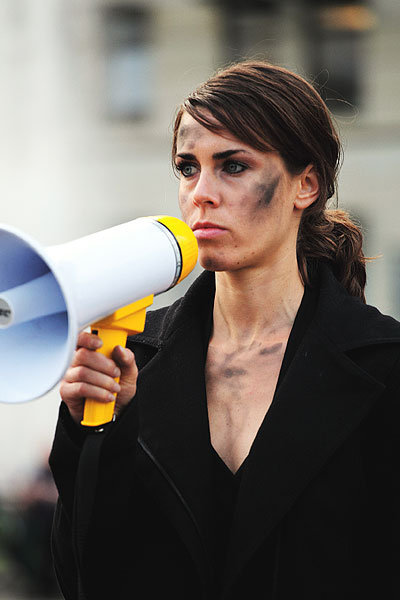
Nina van Bergen, die „Informelle Bundeskanzlerin“ des Zentrums für Politische Schönheit, 2009

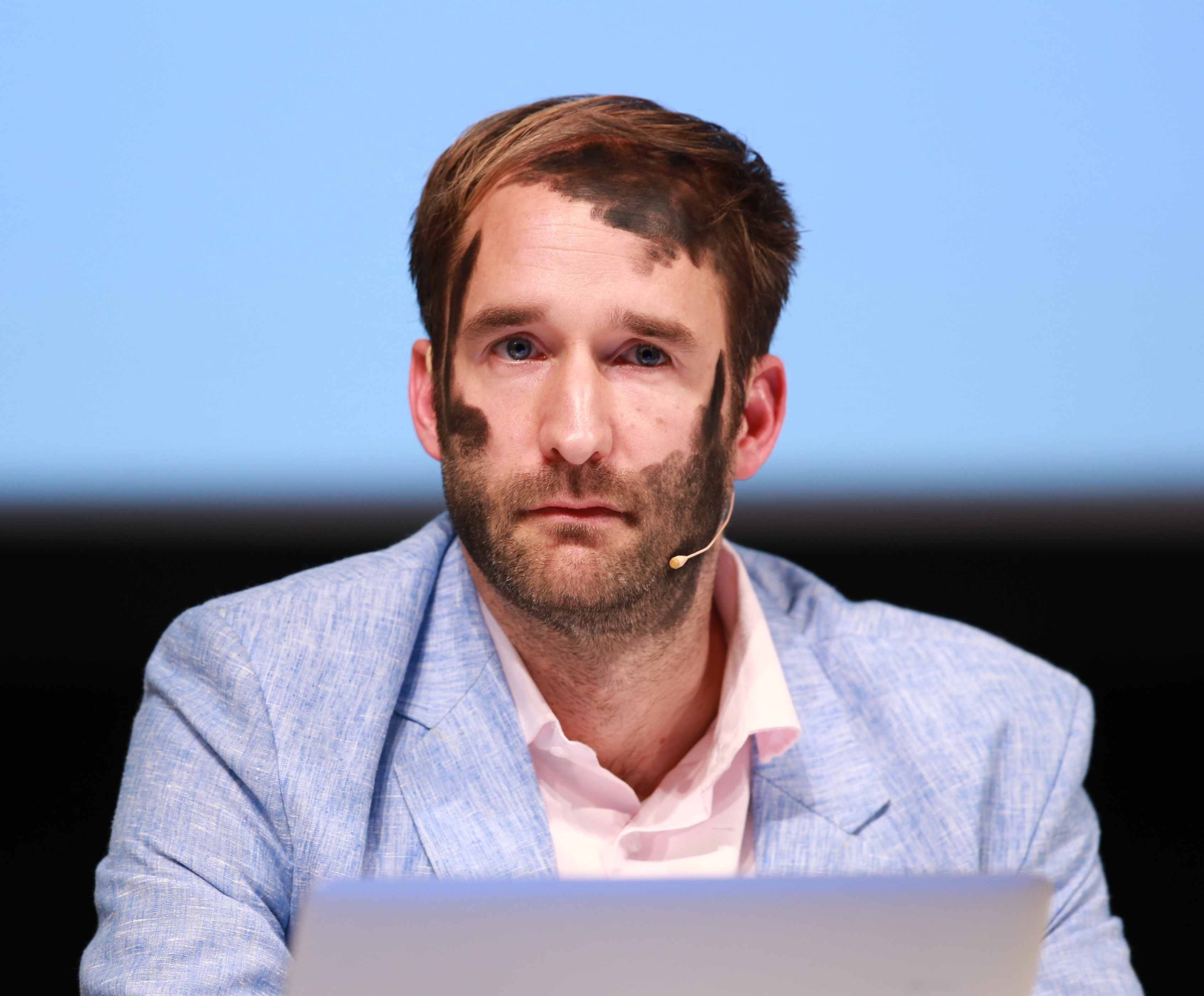
Philipp Ruch, 2017

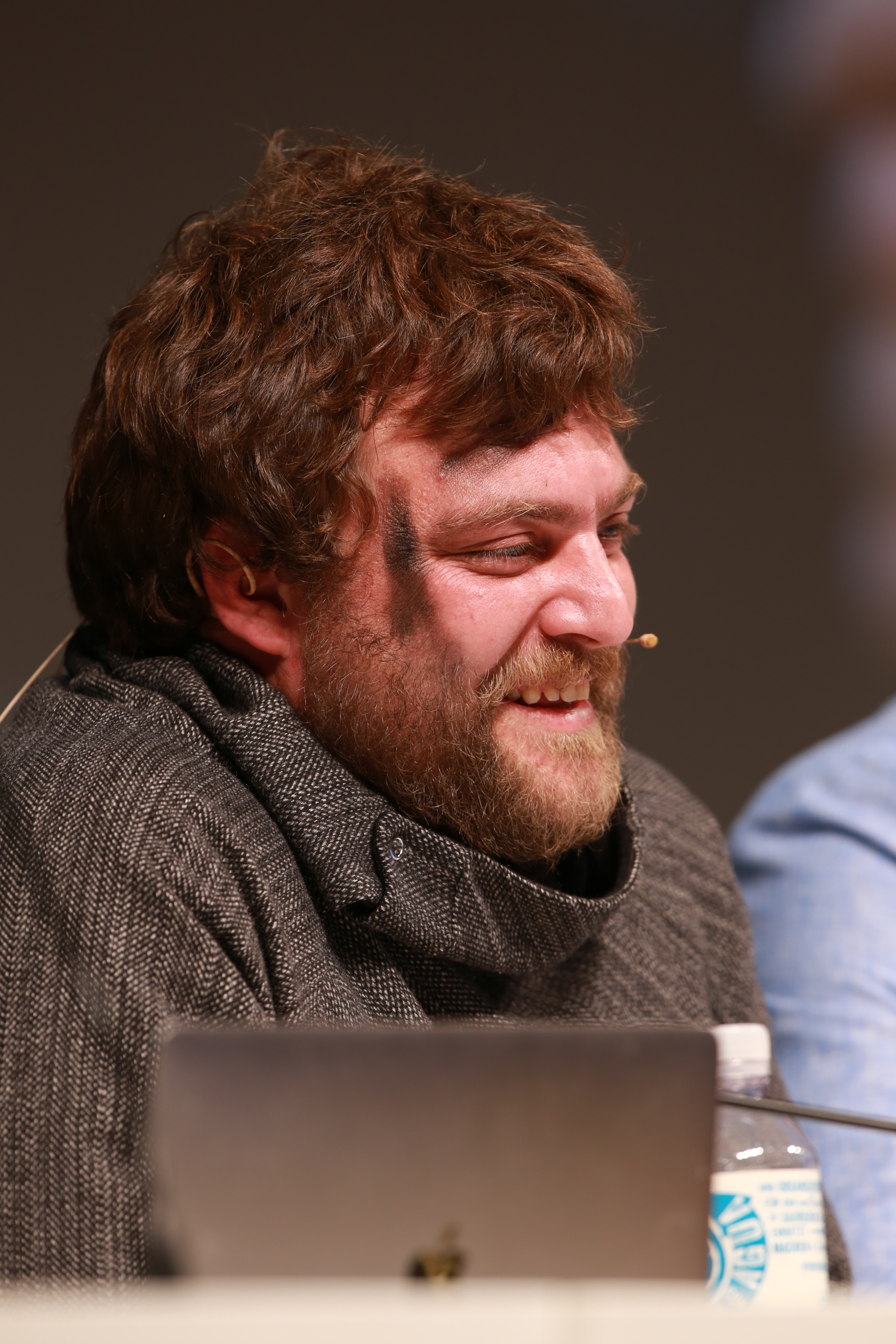
Stefan Pelzer, 2017

Die Mitglieder des Zentrums für Politische Schönheit sehen ihre Gruppe als eine Denkfabrik, die Menschenrechte mit Aktionskunst verbinden soll. Ziel sei es, durch künstlerische Interventionen („Bewusstmachung“) auf „humanitäre Themen“ und den „Schutz von Menschenleben“ aufmerksam zu machen. Genozide, Flüchtlingsbewegungen und politische Untätigkeit sind die bevorzugten Themen. Wiedererkennungsmerkmal der Künstler sind mit Kohle geschwärzte Gesichter; die Asche soll als mahnendes Symbol an untergegangene Hochkulturen erinnern.
Ruch geht davon aus, dass „die politischen Hoffnungen in Deutschland so überschaubar sind. Es hat sich ein Zynismus breitgemacht, der besagt, dass es uns besser gehe, wenn wir visionslos umherirren“. Die humanitären Katastrophen in Syrien und Nordafrika fänden nicht genügend Aufmerksamkeit und die Bereitschaft zur Hilfe sei unzureichend. Deshalb „bauen [wir] beim Zentrum moralische Hochdruckkammern. Und da dürfen auch mal Köpfe platzen, ja. Denn das Sterben geht einfach weiter an unseren Außengrenzen.“
Ansatz des ZPS ist es, den Wert einer Handlung nicht nach dem aktuellen Nutzen, sondern aus der Perspektive zukünftiger Generationen zu beurteilen. Den Mitgliedern des ZPS geht es nach eigenem Bekunden darum, „die menschlichen Antriebe im reichsten und mächtigsten Land der Europäischen Union: Deutschland“ zu hinterfragen und darüber nachzudenken, „was wirklich große Ziele seien und wie politische Unternehmungen aussehen, die der Nachwelt als Akte strahlender Schönheit erscheinen können“. So wolle man „ein Bewusstsein dafür schaffen, in welch privilegiertem Zustand die Menschen innerhalb der westlichen Zivilisation leben und daran erinnern, welche Verpflichtungen an dieses Privileg geknüpft sind“. Daher sei das ZPS „eine Ideen-, Gefühls- und Handlungsschmiede für Menschen, die umtreibt, wie sie etwas Schönes und Großes tun können“.
Im 2019 erschienenen Buch Schluss mit der Geduld erklärt Philipp Ruch das Funktionsprinzip hinter den Aktionen des ZPS so: „Kunst kann Gegenwirklichkeit herstellen. Von ihr wird erwartet, dass sie Fiktion ist. Deshalb empören sich in der Kunst auch so viele Fachleute über das Zentrum für Politische Schönheit. Wir sind ein umgedrehter Claas Relotius-Fall für die Kunst: Wo Fiktion erwartet wird, ist bei uns Wirklichkeit.“
Die Gruppe erzielte mit ihren Aktionen zum Teil ein breites Medienecho: So berichteten unter anderem Kulturzeit (3sat), Spiegel TV, Tageszeitungen, Online-Angebote, und mehrere Radioprogramme. Der Gedenktag für die Opfer des Massakers von Srebrenica erzeugte 2009 ein internationales Presseecho.

## Aktionen

### Die Re-Formation der Geschichte
Diese erste Aktion der Gruppe begann am 8. Mai 2009 mit einem „Thesen-Anschlag auf den Deutschen Bundestag“ und bezog dann Menschen in der Warteschlange vor dem Reichstagsgebäude mit ein. Verkündet wurde unter anderem die Absicht, „ein Bündnis der Künste schmieden, das den Politikern hilft, die höchste Form aller Künste ins Werk zu setzen: gute und schöne Politik.“ Das ZPS erreichte 2009 mit einer geplanten eBay-Versteigerung von Bundeskanzlerin Angela Merkel und Bundesaußenminister Frank-Walter Steinmeier Aufmerksamkeit in der Öffentlichkeit. Während des Festivals Steirischer Herbst 2012 stellte die Gruppe die Performance Chancellor gone underground vor, bei der es um das allgemeine Versagen der europäischen Flüchtlingspolitik geht.

### Lethe-Bomben
Im Jahr 2009 erinnerte die Gruppe mit Bomben-Attrappen, sogenannten „Lethe-Bomben“, vor dem Reichstag daran, dass die Krematorien im KZ Auschwitz von den Alliierten nicht angegriffen wurden. Die Aktion ging auch den Hintergründen des militärischen Falls der UN-Schutzzone von Srebrenica im Bosnienkrieg 1995 nach. Fiktive „Vorstudien zum Zustand der Gesellschaft“ wurden in einer Zeitkapsel eingeschlossen. Beim „Forum der verlorenen Hoffnungen“ trat ein fiktiver CDU/CSU-Fraktionsvorsitzender aus dem Jahr 2034 auf.

### Die Säulen der Schande
Das ZPS initiierte 2010 das Mahnmalprojekt „Die Säulen der Schande“, das die – so die Sichtweise der Gruppe – westliche Mitverantwortung für das Massaker von Srebrenica in Erinnerung rufen soll: Geplant ist die Errichtung einer etwa acht Meter hohen und 16 m breiten Betonskulptur. Diese werde aus 16.744 Schuhen (für 8.372 Opfer) in der Form eines „U“ und eines „N“ (Abkürzung für United Nations) bestehen. Philipp Ruch bezeichnete die Skulptur und ihre Projektierung als „eine Medienwaffe“: „Je mehr Schmerzen sie verursacht, desto mehr Respekt dürfen wir von der UNO gegenüber den Müttern von Srebrenica erwarten.“
In einem offenen Brief an den Generalsekretär der Vereinten Nationen erklärte die Gruppe: „Wenn wir weiter in der moralischen Gewissheit leben wollen, etwas aus den schlimmsten Ereignissen des 20. Jahrhunderts gelernt zu haben, können wir Ihren Machenschaften nicht länger zusehen. […] Die UNO ist das einzige Instrument, das wir besitzen, um Genozide zu unterbinden. Menschen wie Raphael Lemkin sind Helden der Geschichte. Sie haben Akte von unfassbarer politischer Größe, Tragweite und Schönheit ins Werk gesetzt. Aber was die UNO in Bosnien angerichtet hat, lässt den Traum zerbrechen, dass wir heute in der Lage wären, den Bau von Auschwitz zu verhindern.“

### Belohnung: 25.000 Euro
Diese Aktion fand am 21. Mai 2012 statt. Das Zentrum bot demjenigen 25.000 Euro, der dabei hilft, die Eigentümerfamilie der Firma Krauss-Maffei Wegmann („Panzerfamilie“) ohne Bewährung ins Gefängnis zu bringen. Burkhart Braunbehrens, einer der Erben des Unternehmens und Gegner von Waffenexportgeschäften, schrieb einen offenen Brief an Bundespräsident Joachim Gauck und wurde anschließend aus dem Aufsichtsrat des Unternehmens abgewählt. Das ZPS informierte im Juni auf der Website der Aktion, dass gegen das Kunstprojekt Klage eingereicht wurde. Vorausgegangen waren eine Abmahnung und die Androhung einer Klage durch Rüdiger von Braunbehrens über ein Stuttgarter Rechtsanwaltsbüro. Das Ansehen des Mandanten sei in der Bevölkerung herabgewürdigt worden, der Eingriff in das allgemeine Persönlichkeitsrecht durch Meinungsfreiheit und Kunstfreiheit nicht gedeckt. Die Aktivisten unterschrieben daraufhin eine Unterlassungserklärung – nach Angaben Philipp Ruchs aus rein finanziellen Gründen.

### Sarkophag Oberndorf
Im September 2012 warb die Gruppe damit, einen Sarkophag aus Beton nach dem Vorbild von Tschernobyl über der als vergleichbar bezeichneten „Todeszone“ des Rüstungsunternehmens Heckler & Koch mit Sitz in Oberndorf am Neckar zu errichten. Das ZPS argumentiere, die Waffenfirma Heckler & Koch habe in den letzten 25 Jahren abseits von allen Schlagzeilen 375 Mal so viele Menschenleben gefordert wie die Atomkatastrophe von Tschernobyl, daher wolle man denselben Sarkophag, der die Strahlung in Tschernobyl zurückhält, über die Waffenfabrik in Oberndorf bauen, damit ihr keine tödlichen ‚Produkte‘ mehr entweichen können.

### Kindertransporthilfe des Bundes
Im Mai 2014 veröffentlichte das ZPS Werbespots, Anzeigen, Broschüren eine Webseite mit Antragsbögen, Formblättern und Gesetzestexten. Um 55.000 syrische Kinder vor dem Krieg zu retten, wurden dort vermeintlich im Namen des Familienministeriums von Manuela Schwesig Pflegefamilien für deren Aufnahme gesucht. Interessierte konnten sich telefonisch beraten lassen, sechs Schauspieler nahmen die Anrufe entgegen. Innerhalb der ersten 48 Stunden meldeten sich nach Angaben des ZPS weit über 1.000 Familien, um ein syrisches Kind in Pflege zu nehmen. Das ZPS bezeichnet die Aktion selbst als „kein[en] Fake, sondern ein fertiges Konzept zur Rettung von 55.000 syrischen Kindern, man wolle der Bundesregierung ein ‚schlüsselfertiges Hilfsprogramm‘ an die Hand geben, das diese nur noch umsetzen müsse.“ Die Aktion wurde auch unter 1aus100 beworben, da nach Angaben von UNICEF damals 5,5 Millionen syrische Kinder akut hilfsbedürftig waren, von denen ein Prozent, also 55.000 vorübergehend aufgenommen werden sollten.

### Erster Europäischer Mauerfall
Anlässlich des 25. Jahrestages des Berliner Mauerfalls und des Endes des Kalten Krieges wollte die Gruppe im Herbst 2014 auf Flüchtlinge und tausende Tote an den EU-Außengrenzen aufmerksam machen. Gedenkkreuze der Berliner Maueropfer wurden entwendet, allerdings kurze Zeit später in renoviertem Zustand wieder aufgestellt. Es entstanden Fotos von Reproduktionen der Kreuze gemeinsam mit Flüchtlingen an europäischen Außengrenzen. Parallel wurde eine Crowdfunding-Aktion initiiert, bei der Geld für Busfahrten eingeworben wurde. Die organisierten Busse sollten an die europäischen Außengrenzen fahren, um dort die Zäune „abzubauen“. Zwei Busse fuhren wenig später tatsächlich an die europäischen Außengrenzen in Bulgarien und Griechenland. Die dortigen Behörden ließen sie jedoch nicht in Sichtweite der Grenzanlagen fahren.
Insbesondere in Deutschland löste die Gruppe eine hochemotionale Debatte aus. Auch internationale Medien berichteten über das Projekt. Die strafrechtlichen Ermittlungen gegen die Gruppe wegen des Entfernens der Gedenkkreuze wurden im April 2015 eingestellt.

### Die Toten kommen

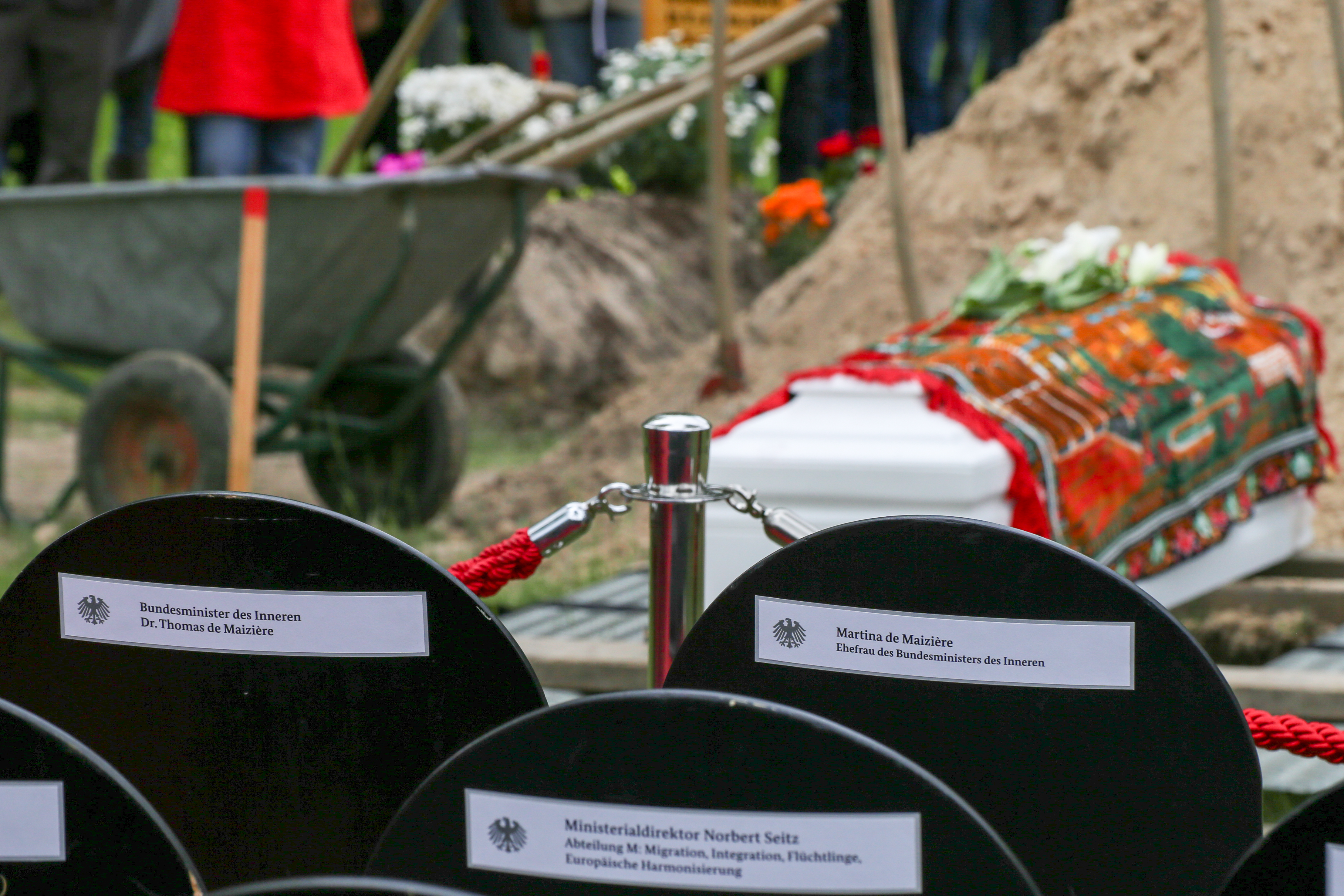
Beerdigung eines syrischen Flüchtlings auf dem Landschaftsfriedhof Gatow; zahlreiche Mitglieder der Bundesregierung und des Innenministeriums waren symbolisch geladen worden

Im Juni 2015 trat die Gruppe der Aktion „Die Toten kommen“ an die Öffentlichkeit, die zum Ziel hatte, auf die Folgen der europäischen Flüchtlingspolitik hinzuweisen. Dafür wurden an den europäischen Außengrenzen verstorbene Flüchtlinge exhumiert und mit dem Einverständnis ihrer Familien nach Berlin überführt, unter anderem eine im Mittelmeer mit ihrem zweijährigen Kind ertrunkene Syrerin. Die ersten Beisetzungen auf einem Berliner Friedhof fanden am 16. Juni 2015 statt. Die Aktion fand international ein breites Medienecho.
Eine Crowdfunding-Kampagne der Gruppe auf der Website Indiegogo mit dem Ziel, die Kosten für die Überführung aufzubringen, erreichte bereits am ersten Tag den angepeilten Mindestbetrag von 14.900 Euro. Das Zentrum für Politische Schönheit vertritt die Ansicht, dass die europäische Flüchtlingspolitik und mithin die Bundesregierung mittelbar für die Tode an den Außengrenzen verantwortlich sei, da den Flüchtlingen kein anderer Weg zur Einreise gelassen werde. Als Motivation für die Kampagne wurde angegeben, den Folgen der Flüchtlingspolitik mehr Sichtbarkeit zu verleihen und den Toten ein menschenwürdiges Begräbnis zu ermöglichen.
Parallel zu den Beisetzungen kündigte das ZPS eine Demonstration für den 21. Juni 2015 vor dem Bundeskanzleramt an, bei der angeblich auch Tote mitgeführt werden sollten. Die Polizei untersagte die Mitführung von Leichen und erließ Auflagen, den Demonstrationszug nicht wie geplant bis vor das Kanzleramt ziehen zu lassen. Am 21. Juni 2015 versammelten sich weit über 5000 Menschen und zogen bis vor den Bundestag. Das zunächst eingezäunte Gelände wurde von den sich davor versammelnden Menschen gestürmt. Etwa 100 Gräber wurden symbolisch ausgehoben. Die Polizei nahm 91 Demonstranten fest.
Das Bezirksamt Berlin-Mitte gab tags darauf bekannt, dass ungefähr 10.000 Euro Schaden entstanden sei, der sich aus einer erneuten Rasenaussaat und der Reparatur der Zäune ergäbe. In der Folge der Aktion legten in ganz Deutschland Unterstützer und Sympathisanten symbolische Gräber an, um auf die Situation der Flüchtlinge hinzuweisen.
Im Rahmen der Aktion schaltete das ZPS im Baseler Straßenmagazin Surprise ein ganzseitiges Inserat, in dem auf der linken Seite zu lesen war „Tötet Roger Köppel“, auf der rechten Seite waren die Wörter vertauscht: „Roger Köppel tötet“.

### Die Brücke
Am 29. September 2015 wurde per Crowdfunding auf Indiegogo ein Projekt unter dem Namen „Die Brücke – Retten wir Europas Humanität“ ins Leben gerufen, bei dem scheinbar eine Brücke errichtet werden sollte, die Europa mit Afrika verbindet. Diese Brücke sollte bis 2030 fertiggestellt werden, um einen sicheren Fluchtweg von einem Kontinent zum anderen ermöglichen.
Das Vorhaben, eine Brücke zu bauen, erwies sich als Satire bzw. Kunstaktion. Tatsächlich wurde das Geld für eine fest verankerte Rettungsplattform im Mittelmeer verwendet. Der Zielbetrag der Kampagne lag bei 19.600 Euro. Bis zum Kampagnenende am 7. Oktober 2015 spendeten 632 Personen insgesamt 21.687 Euro. Am 5. Oktober 2015 wurde die Rettungsplattform im Mittelmeer verankert.

### Entköppelung
Im März 2016 vergab das Theater Neumarkt Zürich Cartes Blanches im Rahmen eines Festivals „Krieg und Frieden“. Ruch inszenierte eine Performance, die sich gegen Roger Köppel richtete, indem sie vorgab, jenem in einem inszenierten Exorzismus „Julius Streicher auszutreiben“. 800.000 Menschen hatten sich scheinbar auf der während der Aktion eingerichteten Internet-Seite negativ zu Köppel geäußert. René Zeyer nannte die Performance in der Aargauer Zeitung den „absoluten Nullpunkt der Kunst“, viele andere kritisierten und distanzierten sich, inklusive schlussendlich der Theaterleitung oder Stadtpräsidentin Corine Mauch. Im Endeffekt wurde dem Theater für das Folgejahr die Subvention gekürzt um den Betrag der „Aufwendungen der kantonalen Stellen im Zusammenhang mit der umstrittenen Vorstellung“.

### Flüchtlinge fressen – Not und Spiele
Am 16. Juni 2016 eröffnete das ZPS zur Fußball-Europameisterschaft 2016 eine römisch anmutende Arena mit vier Tigern in der Mitte Berlins. Die Arena war unbemerkt von der Öffentlichkeit über Wochen errichtet worden. Das ZPS forderte Flüchtlinge dazu auf, „sich im Widerstand gegen Deutschlands tödlichstes Gesetz“ fressen zu lassen. Es ging um einen einzigen Paragraphen im deutschen Aufenthaltsgesetz (§ 63 Abs. 3), der es Menschen auf der Flucht verunmöglichen soll, Flugzeuge nach Europa zu besteigen. In der Folge kündigte das ZPS an, die Bundesregierung über Leben und Tod der gemeldeten Flüchtlinge entscheiden und den deutschen Bundestag darüber abstimmen zu lassen, ob die Rechtsnorm des Aufenthaltsgesetzes abgeschafft würde. Beides trat in der Folge tatsächlich ein: Umweltministerin Barbara Hendricks verwehrte sich im Bundestag, für die Bundesregierung dazu zu befinden, und mit den Stimmen von CDU und SPD wurde der entsprechende Absatz bestätigt. Es war das erste Mal, dass es Künstlern gelang, den Bundestag direkt zu einer Abstimmung über eine Gesetzesvorlage zu bewegen. Die syrische Schauspielerin May Skaf verkündete in der Folge, sich in Berlin fressen zu lassen.
Derweil charterte das ZPS ein Flugzeug mit Plätzen für 100 syrische Kriegsflüchtlinge, die in Deutschland zu dem Zeitpunkt asylberechtigt gewesen wären, und drohte damit, schutzbedürftige Menschen aus der Türkei nach Deutschland einfliegen zu lassen. Kurz vor Abflug stornierte Air Berlin den Chartervertrag. Die Bundesregierung erklärte auf einer Pressekonferenz, dass die Bundespolizei die Fluggesellschaft auf die rechtlichen Einreisevoraussetzungen hingewiesen hatte.
Reaktionen
Die Aktion erntete heftige Kritik. Das Bundesministerium des Innern warf den Machern öffentlich vor, die Aktion „auf dem Rücken der Schutzbedürftigen ausgetragen“ zu haben. Auch Christian Jakob schreibt in der taz: „Wer sich Kampagnen wie ‚Flüchtlinge fressen‘ ausdenkt, der hat sich von der Verrohung der Flüchtlingspolitik anstecken lassen.“ Gleichzeitig zollt Jakob aber auch Respekt: „Die Idee, für 100 syrische Flüchtlinge aus Izmir einfach trotzdem ein Flugzeug nach Berlin zu chartern und gleichzeitig den Bundestag über die Regelung zum Beförderungsverbot abstimmen zu lassen, hätte das Zeug für das Lehrbuch zivilen Ungehorsams, falls das mal jemand schreiben sollte.“ Ines Kappert meint dagegen: „Wenn Menschen vor laufender Kamera und ganz legal das Recht auf Leben entzogen wird, ohne dass die Gesellschaft Kopf steht, dann entspringt die obszön leuchtende Menschenverachtung nicht dem Ego des künstlerischen Leiters des ZPS, […], sondern sie hat den Alltag der Mehrheitsgesellschaft gekapert.“ Die FAZ meint: „Subversion mit wechselnden Identitäten – allerdings nicht zu terroristischen Zwecken, sondern um die Gesellschaft mit deren universalistischen Lippenbekenntnissen beim Wort zu nehmen. Bei der jüngsten Aktion […] wurde die fortdauernde Flüchtlingstragödie im Mittelmeer als Zirkusspiel inszeniert, an dem sich die tatenlos bleibenden Wohlmeinenden ergötzen.“ Und auch Jens Bisky sieht die Aktion in der Süddeutschen Zeitung positiver: „Man hat ‚Flüchtlinge fressen‘ oft Zynismus vorgeworfen; das Bundesinnenministerium redet von ‚geschmacklos‘ und einer Instrumentalisierung der Flüchtlinge. Große Worte, gleichsam als Planen wirft man sie über Probleme, die man nicht so genau betrachten will. Die Aktion, ein Appell an Empathie und Imagination, war ein Erfolg. Sie organisierte Aufmerksamkeit, verbaute, so gut es geht, den Ausweg in die Gleichgültigkeit.“

### Scholl 2017 – Verteile Dein Flugblatt in einer Diktatur
Anlässlich des 75-jährigen Jubiläums der ersten vier von sechs Flugblättern der Weißen Rose im Juni 1942 widmete sich die Aktion der Frage, was Hans und Sophie Scholl heute tun würden. Zum Auftakt schickte das ZPS am 26. Juni 2017 an sämtliche bayrischen Gymnasien Materialien für den Geschichtsunterricht und Informationen für einen bayrischen Schülerlandeswettbewerb der besonderen Art: Schülerinnen und Schüler sowie Studierende zwischen 14 und 24 Jahren waren dazu aufgerufen, ein Flugblatt nach dem Vorbild der Weißen Rose an eine Diktatur ihrer Wahl zu verfassen und „auf Kosten der bayerischen Staatsregierung“ ins betreffende Land zu fliegen, um dort zum Sturz des Regimes aufzurufen. Der bayrische Freistaat duldete die Aktion, genau wie die Verwendung von Staatswappen und Namen. Durch München tourte ein Doppeldeckerbus, die sogenannte „Schülerregistratur“, um junge Menschen zu rekrutieren. Die Münchner Kammerspiele luden zu kostenfreiem „Ersatzunterricht“ ein – der Historiker Wolfgang Benz hielt die Eröffnungsrede. Bei den Abendveranstaltungen wurden junge Kandidaten vorgestellt und interviewt, die sich zum Verteilen von Flugblättern in einer Diktatur gemeldet hatten. Es handelte sich dabei nicht um Schauspieler, sondern tatsächliche Freiwillige. Es wurden weitere Orte in München bespielt, beispielsweise das Sophie-Scholl-Gymnasium und die Ludwig-Maximilians-Universität.
Am 30. Juni flatterten mindestens 1000 Exemplare des Gewinnerflugblatts, verfasst von kurdischen Jugendlichen, in den Istanbuler Gezi-Park. Darin wurde der Sturz des Erdoğan-Regimes und „Tod dem Diktator“ gefordert. Aber nicht die Jugendlichen, die sich zum aktiven Widerstand gemeldet hatten, sondern eine Einheit des ZPS verbreitete das Flugblatt. Dazu wurde eine technische Einrichtung mit einem Drucker an ein Hotelzimmerfenster gelehnt und der Druckauftrag per Cloud-Print ausgelöst. Die türkische Polizei fahndete daraufhin nach einem deutschen Staatsbürger. Die türkische Nachrichtenagentur DHA verbreitete Aufnahmen davon, wie der Tatort abgesperrt und untersucht wurde.

### Bau das Holocaust-Mahnmal vor Höckes Haus

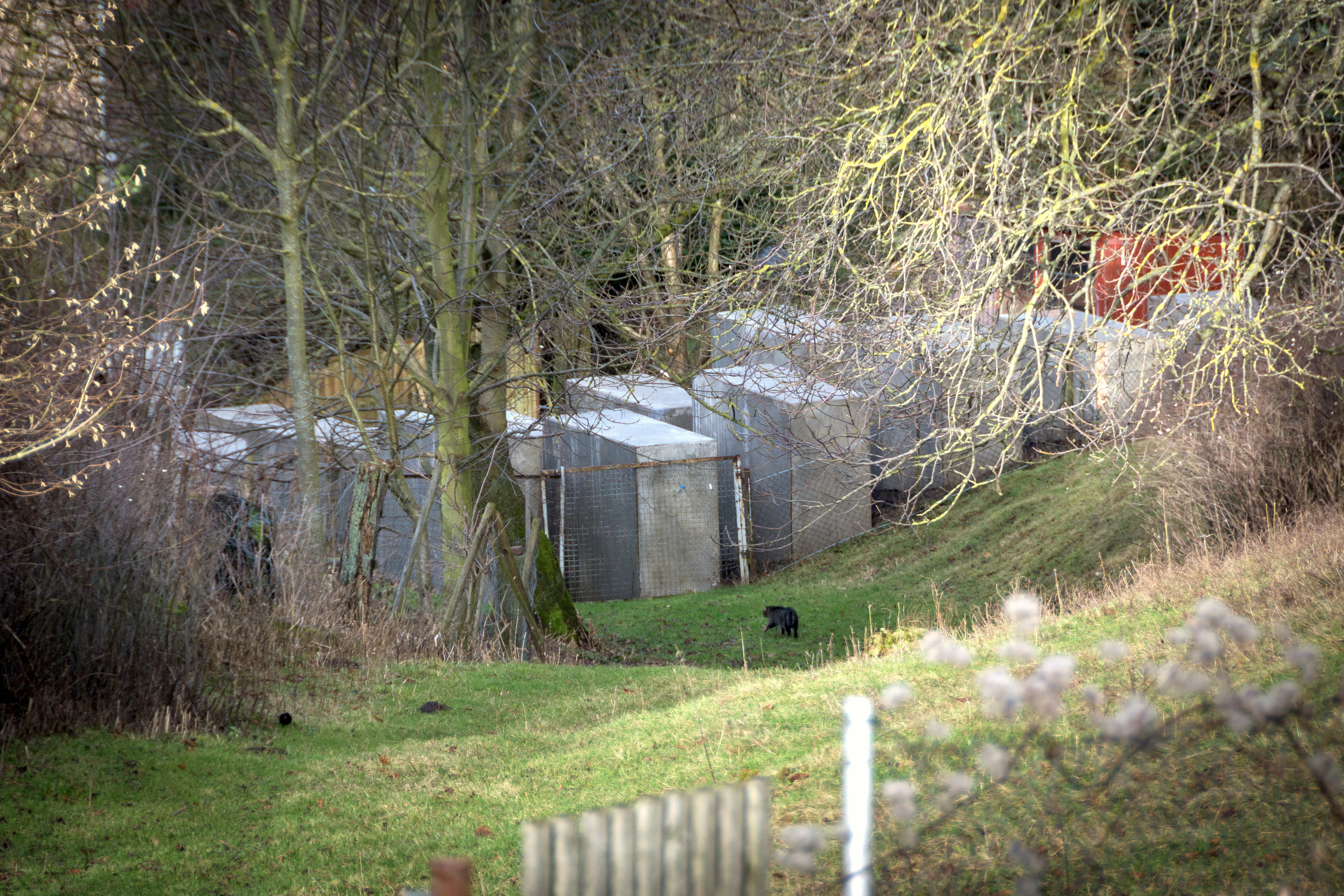
Nachbildung des Berliner Holocaust-Mahnmals in Bornhagen

Am 22. November 2017 enthüllte das Künstlerkollektiv des ZPS unter dem Projektnamen „Bau das Holocaust-Mahnmal vor Höckes Haus!“ 24 Stelen, die zwei Meter aus dem Boden ragen, auf einem gepachteten Nachbargrundstück in Sichtweite zu Björn Höckes Haus im thüringischen Bornhagen. Die Installation ist ein verkleinerter Nachbau des Holocaust-Mahnmals in Berlin.
Mit der Kunstaktion protestierte das ZPS gegen den AfD-Politiker Höcke, der in einer Rede im Januar 2017 in Dresden „eine erinnerungspolitische Wende um 180 Grad“ gefordert und gesagt hatte: „Wir Deutschen […] sind das einzige Volk der Welt, das sich ein Denkmal der Schande in das Herz seiner Hauptstadt gepflanzt hat.“ Die Rede wurde in Medien und Politik einhellig verurteilt. Die Stiftung Gedenkstätten Buchenwald und Mittelbau-Dora sprach von einer Diffamierung des Gedenkens an die Ermordung der europäischen Juden; Charlotte Knobloch fand die „völkische Hetze […] unerträglich“. Die AfD vergifte mit „rechtsextremen, rassistischen und antisemitischen Thesen und Tiraden“ die politische Kultur in Deutschland.
Die Aktion war ein Projekt des Berliner Herbstsalons, der vom Maxim-Gorki-Theater veranstaltet wurde. Finanziert wurde sie über Crowdfunding. Bis zum 23. November waren rund 90.000 Euro eingegangen. Das ZPS hatte 28.800 Euro kalkuliert, um den Unterhalt der Stelen-Aktion für ein Jahr zu sichern.
Zu der Aktion gehörte auch eine inszenierte, vorgebliche Überwachung des Hauses, in dem Höcke mit seiner Familie lebt. In einem Videoclip des ZPS hieß es: „Der Thüringer Verfassungsschutz deckte und protegierte über Jahre den Terror des NSU. Deshalb haben wir den zivilgesellschaftlichen Verfassungsschutz Thüringen gegründet“. Nach eigenen Angaben hatte das ZPS bereits zehn Monate vor Errichtung der Stelen damit begonnen, Höcke zu beobachten und Informationen zu sammeln. Auf mehreren Bäumen des Nachbargrundstücks installierte es Kameras, die Aufnahmen von Höckes Haus in ein als „Überwachungsraum“ bezeichnetes Zimmer übertrugen. Auf Einwände, dass das ZPS hier Stasi-Methoden anwende, entgegnete Philipp Ruch: „Gegen Nazis wenden wir nur Nazimethoden an.“ Auf der Website deine-stele.de veröffentlichte das ZPS einen Film, der mit dem Satz begann: „Stellen Sie sich vor, in Ihrem Land hetzt wieder ein Rechtsradikaler.“ Dabei wurde Höckes Haus und Grundstück in Bornhagen eingeblendet. Als Folge war der offizielle YouTube-Kanal des ZPS samt Livestream der Aktion am 22. November 2017 kurzzeitig gesperrt. Nach zahlreichen Protesten wurde die Sperre aufgehoben. Das ZPS kündigte zunächst an, die Überwachung fortzusetzen, bis Höcke „wie einst Willy Brandt vor dem Denkmal auf die Knie fällt und für die deutschen Verbrechen im Zweiten Weltkrieg aufrichtig um Vergebung bittet“, ließ diese Forderung aber später fallen.
Nach Morddrohungen gegen die Künstlergruppe war das Stelenfeld seit dem 24. November nach Angaben des ZPS aus Sicherheitsbedenken nicht mehr öffentlich zugänglich. Ob die Künstler Höcke tatsächlich überwacht haben, blieb unklar. Am 1. Dezember 2017 teilte das ZPS mit, die Quellen für die angebliche zehnmonatige Überwachung des AfD-Politikers „im Wesentlichen aus dessen eigenen Veröffentlichungen auf Sozialen Medien bezogen zu haben“. Folge man der Darstellung des ZPS, so Spiegel Online, „sind Höcke und Teile der Öffentlichkeit einem präzise geplanten Verwirrspiel auf den Leim gegangen“.
Reaktionen
Auf einer Konferenz des rechtspopulistischen Magazins Compact in Leipzig am 25. November 2017 sagte Björn Höcke über die Aktion und ihre Macher: „Wer so etwas tut, ist in meinen Augen ein Terrorist.“ Das ZPS sei keine Künstlergruppe, sondern eine „terroristische Vereinigung“. Die Überwachung seiner Familie sei ein tiefer Eingriff in das „Schamgefühl eines Menschen“. Der thüringische Landtagspräsident Christian Carius (CDU) kritisierte die Aktion: Das Ausspionieren von Abgeordneten und deren Familien gleiche Stasi-Methoden und sei nicht zu rechtfertigen, die „Gesamtaktion des ZPS hat nichts mit Kunst zu tun“ und sei ein „Angriff auf die Freiheit des Mandats und die Unversehrtheit der Familie“. Überdies bezichtigte er das ZPS der „Erpressung und Bedrohung eines Abgeordneten“ und forderte „mehr Solidarität“. Der AfD-Bundestagsabgeordnete Jens Maier erstattete Strafanzeige gegen das ZPS, er sieht in der Observierung einen „absolut unvertretbaren Eingriff“ in Höckes Privatleben. Das ZPS wiederum ließ Jens Maier eine strafbewehrte Unterlassungserklärung zustellen, weil dieser behauptet hatte, bei der Observierung durch das ZPS seien auch die Kinder von Björn Höcke fotografiert worden, was die Künstlergruppe abstritt. Der thüringische Ministerpräsident Bodo Ramelow (Die Linke) bezeichnete die Aktion als „inakzeptabel“ und äußerte, das ZPS verspiele jeden Respekt. Demonstrationen vor Privathäusern seien nicht hinnehmbar.
Der Landessprecher der AfD Thüringen, Stefan Möller, sprach von „psychologischer Kriegsführung“ gegen Höcke und dessen Familie. Laut Möller beabsichtigte Höcke rechtliche Schritte gegen die Aktion. In der Gemeinde Bornhagen selbst gab es von AfD-Anhängern Unterstützung für Höcke und negative Resonanz auf die Aktion. Die Polizei ermittelte wegen Verdachts auf Nachstellung, Nötigung und Diebstahl. Es gebe Hinweise darauf, dass das ZPS eine Drohne über das Haus der Höckes habe fliegen lassen, und das Verschwinden einer Papiertonne des Haushalts könne auch mit den Aktivitäten der Gruppe zusammenhängen. Die Staatsanwaltschaft Mühlhausen teilte am 27. November 2017 mit, dass sie gegen das Künstlerkollektiv wegen Anfangsverdachts auf versuchte Nötigung ermittle.
Das ZPS seinerseits erstattete Anzeige beim Landeskriminalamt Berlin, nachdem mehrere Morddrohungen eingegangen waren. In Mails, die dem Deutschlandfunk in Auszügen vorlagen, drohten die Schreiber mit Vergasung, Schlachtung und Ertränken. Ein Anrufer, der sich als Vertreter der „AfD-Totenkopfstandarte“ ausgab, drohte damit, die Aktivisten zu erschießen, wenn die Stelen in Höckes Nachbarschaft nicht verschwänden. Die Polizei Erfurt ermittelte außerdem wegen Sachbeschädigung der Stelen und zweier Autos des ZPS.
Philipp Ruch durfte sich laut Beschluss des Amtsgerichts Heiligenstadt vom Dezember 2017 dem Wohnhaus der Familie Höcke nur noch auf einen halben Kilometer nähern. Durch die Anordnung war es ihm nach eigenen Angaben nicht mehr möglich, seine Wohnung in einem Nachbarhaus zu betreten und zu dem Kunstobjekt zu gelangen. Nach wenigen Wochen widerrief das Gericht sein Urteil, da es de facto keine Bespitzelung durch die Aktionskünstler gegeben habe. Philipp Ruch konnte ab Mitte Februar 2018 wieder das Gelände der Kunstaktion betreten. Die Stelen durften laut Gerichtsbeschluss vom 18. Dezember 2017 nicht vom Vermieter des Nachbargrundstückes zu Höckes Grundstück entfernt werden. Am 21. Dezember 2017 gab es einen von ZPS-Sympathisanten organisierten Mahngang von 80 Demonstranten durch Bornhagen. Der dauernde Polizeischutz vor Höckes Haus wurde Anfang Januar 2018 beendet.
Rezeption
Die Kunstaktion wurde in den ersten Kommentaren kontrovers diskutiert. Der Kunsthistoriker und Hochschullehrer Beat Wyss verteidigte das Projekt in einem Interview mit Deutschlandfunk Kultur. Er hielt die Aktion für eine Eulenspiegelei unserer Zeit. Kunst dürfe alles, „weil sie quasi als fünfte Gewalt in der Gesellschaft mit Machtlosigkeit geschlagen ist“. Sie habe die Aufgabe, „ein Fürsten-Spiegel zu sein“. Zuspruch bekam die Aktion auch von den Grünen im Thüringer Landtag und der Journalistin Lea Rosh, die sich für die Errichtung des Holocaust-Mahnmals in Berlin eingesetzt hatte. Die Jüdische Landesgemeinde Thüringen begrüßte grundsätzlich die Kunstaktion des ZPS, Björn Höcke eine Nachbildung des Berliner Holocaust-Mahnmals neben sein Haus zu stellen. Der AfD-Politiker müsse entzaubert und als das gesehen werden, was er ist: „eine Gefahr für die Demokratie“. Die konkrete Form der Aktion lehnte der Vorsitzende der Gemeinde, Reinhard Schramm, jedoch ab. Das ZPS sei an der Stelle zu weit gegangen, da Personen von dieser Aktion betroffen seien, die selbst keine Schuld hätten.
Jan Heidtmann von der Süddeutschen Zeitung hielt es für einen „wichtigen Beitrag“, die AfD und Höcke mit seiner Aussage zum Holocaust-Gedenken zu konfrontieren. Knut Cordsen meinte im Bayerischen Rundfunk, das Zentrum für politische Schönheit habe sich als „Zentrum für politische Torheit“ geoutet, da es Björn Höcke dazu verholfen habe, sich als Opfer stilisieren zu können. Andrian Kreye kritisierte in der Süddeutschen Zeitung die Kunstaktion als „ein politisches Geschenk“ an Björn Höcke: „Die Opferjammerlappen der AfD aber ließen die Chance nicht ungenutzt: Sie beklagten die linke Gesinnungshetze und die Übergriffigkeit der Aktion. Ausgerechnet Björn Höcke, der in seiner Partei doch schon an den Rand gedrückt war, darf sich jetzt also als Verfolgter stilisieren.“ In der Frankfurter Rundschau kommentierte Harry Nutt die Kunstaktion. Das ZPS sei „mutwillig über die Grenzen des guten Geschmacks“ hinausgegangen. Auf die Radikalisierung der politischen Verhältnisse habe es mit einer Verschärfung der ästhetischen Mittel geantwortet. Was das Zentrum für Politische Schönheit mache, sei Kunst, schrieb Georg Diez in seiner SPON-Kolumne, und er kritisierte die Art und Weise, wie in der medialen Debatte um die aktuelle Aktion verschiedene Sphären vermischt würden. Dies zeige nur, „wie verschwindend das Wissen um das Wesen der Kunst und damit das Freiheitspotenzial unserer Gesellschaft zu sein scheint“. Der Jurist und Publizist Milosz Matuschek, der sich als Spender für das Stelenfeld bekennt, lobte in seiner NZZ-Kolumne die Aktion als Grenzüberschreitung, die ein Licht auf vieles werfe: „dass Teile der AfD und Höcke-Fans auch gewaltbereit sind. Dass der Verfassungsschutz in Thüringen auf dem rechten Auge manchmal blind scheint. Dass die selbstbetitelten Anständigen in der Gesellschaft es sich in der Position des ‚verantwortungsvollen Beschweigens‘ des aufhaltsamen Aufstiegs von rechts gemütlich gemacht haben, nur um dann im Nachhinein umso erschütterter auszurufen und Preise für mutiges Kopfschütteln zu verleihen.“
Eingestelltes Ermittlungsverfahren
Im April 2019 deckte eine Kleine Anfrage der Fraktion der Linken im Thüringer Landtag auf, dass die Staatsanwaltschaft Gera unter dem Aktenzeichen 173 Js 39497/17 bereits seit 16 Monaten ein Ermittlungsverfahren wegen des Verdachts auf Bildung einer kriminellen Vereinigung (§ 129 StGB) gegen die Künstler führte. Der zuständige Staatsanwalt Martin Zschächner hatte es am 29. November 2017 von Amts wegen eingeleitet. Laut Staatsanwaltschaft hatte sich die Gruppe mit der Ankündigung „organisierter […] Abhör- und Ausspähmaßnahmen“ gegen Höcke selbst einer Straftat bezichtigt. Die Staatsanwaltschaft Mühlhausen/Thüringen eröffnete damals wegen des Verdachts der gemeinschaftlichen Nötigung ebenfalls ein Verfahren. Nachdem sich im Dezember 2017 herausgestellt hatte, dass es sich bei der Aktion um Satire handelte, stellte sie die Ermittlungen ein, während sie in Gera weiterliefen. Die Künstlergruppe war einer der zwölf Fälle, in denen in Thüringen nach § 129 StGB ermittelt wurde, darunter gegen mutmaßliche Mitglieder einer Gruppe von Holocaustleugnern, rechtsextreme Hooligans und mutmaßliche IS-Mitglieder. Zschächner sei offenbar davon ausgegangen, „dass die Künstlergruppe ähnlich gefährlich ist und dafür gegründet wurde, schwere Straftaten zu verüben“.
Mehrere Medien warfen Martin Zschächner einseitige Ermittlungen vor und stellten seine Neutralität infrage. Die FAZ sprach mit Blick auf Zschächners weitere juristischen Entscheidungen von einem „Waterloo von einer Begründung“. Nach Recherchen von Zeit Online soll er der AfD Thüringen nahestehen, der Höcke vorsteht. Unter anderem habe er im April 2018 30 Euro an die Partei gespendet. Heribert Prantl kommentierte die Ermittlungen in der Süddeutschen Zeitung: „Dieser Staatsanwalt hat das Ermittlungsverfahren eingeleitet wenige Tage, nachdem Höcke in einer Rede gesagt hatte, die Künstlergruppe sei keine Künstlergruppe, sondern ‚eine kriminelle, ja eine terroristische Vereinigung‘. Das war am 25. November 2017. Postwendend, am 29. November nahm die Staatsanwaltschaft die Ermittlungen auf. Es entsteht so der Eindruck, dass sich die Staatsanwaltschaft Gera in Gestalt des Staatsanwalts Zschächer zu Höckes Handlanger macht.“
Es sei kein Fall bekannt, in dem derartige Ermittlungen schon einmal gegen eine Künstlergruppe geführt wurden, schrieb Marlene Grunert in der FAZ. Bisher sind derartige Ermittlungen nur gegen Künstlergruppen aus dem extrem rechten Spektrum geführt worden. Mit Blick auf frühere Verfahren stelle sich die Frage nach den Motiven Martin Zschächners, der als Staatsanwalt zu Neutralität verpflichtet ist. Sie berichtete von mehreren Klagen gegen die AfD, unter anderem wegen Volksverhetzung, die Zschächner zugunsten der Beschuldigten eingestellt oder gar nicht erst zugelassen hatte. Der Rechtsanwalt und Notar Peter Raue äußerte sich ähnlich: „Ich kenne keinen einzigen vergleichbaren Fall! Ich kenne keine Gruppe, die eine intellektuelle Auseinandersetzung sucht, die nach Paragraf 129 verfolgt wurde.“
Ministerpräsident Bodo Ramelow kritisierte die Ermittlungen, verwies allerdings darauf, dass zunächst Anhaltspunkte für eine tatsächliche Beobachtung Höckes durch das ZPS vorgelegen hätten. Justizminister Dieter Lauinger lehnte am 4. April eine Intervention bei der Staatsanwaltschaft mit Verweis auf die Unabhängigkeit der Justiz ab. Laut einer Mitteilung des Landesjustizministeriums vom 8. April 2019 einigten sich die Staatsanwaltschaft Gera und die thüringische Generalstaatsanwaltschaft, die Ermittlungen gegen Philipp Ruch und das ZPS sofort einzustellen. Bis zur Klärung der gegen Zschächner erhobenen Vorwürfe werde dieser mit anderen Aufgaben in der Staatsanwaltschaft Gera betraut. Er ist auch nicht mehr als Pressesprecher für die Behörde tätig. Der justizpolitische Sprecher der AfD-Landtagsfraktion kritisierte die Einstellung der Ermittlungen, aus der CDU gab es Kritik an deren Art und Weise. Der Thüringer Kulturminister Benjamin-Immanuel Hoff sagte dem Deutschlandfunk, die Wirkung des gesamten Verfahrens auf die politisch nicht konforme Kunst sei „verheerend“. Es entstehe der Eindruck, dass „bei politisch aktiven Künstlerinnen und Künstlern sehr schnell eine Kriminalisierung vorgenommen wird“.
Die Künstler des ZPS forderten eine offizielle Entschuldigung der politisch Verantwortlichen. Sie kritisierten, dass immer noch von der Richtigkeit beziehungsweise Rechtmäßigkeit des Verfahrens ausgegangen werde. Aus Protest gegen die staatsanwaltlichen Ermittlungen gegen das ZPS initiierte die Intendantin des Berliner Maxim-Gorki-Theaters, Shermin Langhoff, einen Aufruf: Über 100 Kunstschaffende werteten die Ermittlungen in einem offenen Brief als Angriff auf die Meinungs- und Kunstfreiheit, kritische Kunst dürfe nicht kriminalisiert werden. Zu den Unterzeichnern zählten Musiker wie Herbert Grönemeyer und Bela B., die Schauspieler Katja Riemann und Edgar Selge, die Autoren Sibylle Berg, Robert Menasse und Deniz Yücel, Lea Rosh, die Regisseure Dani Levy und Aelrun Goette sowie der TV-Satiriker Jan Böhmermann und der Menschenrechtler Peter Steudtner.

„Wir rufen die Öffentlichkeit und Zivilgesellschaft dazu auf, lautstark zu protestieren, wenn unsere Grundrechte angegriffen oder sogar ausgehebelt werden. Wir sind zwar fassungslos, aber nicht verfassungslos! Wir wenden und wehren uns in aller Form gegen eine das Gemeinwesen und die freiheitlich demokratische Grundordnung gefährdende Tendenz zur politisch-ideologischen Kriminalisierung von Kunst und gegen eine gesinnungsgeleitete Instrumentalisierung des Strafrechts.“

### Soko Chemnitz
Über die Website „Soko Chemnitz“ rief das Zentrum für politische Schönheit seit Anfang Dezember 2018 dazu auf, den „Rechtsextremismus 2018 zu erfassen“, „verdächtige“ Teilnehmer bei den Ausschreitungen in Chemnitz 2018 über eine Bilderkennungsdatenbank zu identifizieren und bei ihren Arbeitgebern zu melden. Die Aktivisten fordern direkt dazu auf, Arbeitskollegen, Nachbarn und Bekannte zu denunzieren. Dabei verwendeten die Aktivisten zum Teil nichtöffentliches Fotomaterial von anderen Webseiten, wie zum Beispiel vom Jüdischen Forum, das nach einer Unterlassungserklärung wieder gelöscht wurde. Im Gespräch mit der Frankfurter Rundschau erklärte Philipp Ruch vom ZPS die Motivation der Aktion:

„Wir machen jetzt die Arbeit des Staates. Der Freistaat Sachsen betreibt nur Amtsanmaßung. Die maßen sich ein Amt an und suggerieren der Bevölkerung, dass etwas geschieht. Aber in Wirklichkeit breitet sich der Rechtsextremismus nur weiter aus und hat in weiten Teilen Sachsens schon die Mehrheitsverhältnisse gekippt.“

Am 5. Dezember gaben die Aktivisten bekannt, dass die Website abgeschaltet sei und dass sie als Honeypot gedient habe, um in die Suchfunktion der Website eingegebene Daten zu sammeln und auszuwerten.
Reaktionen
Das eigens zur Verfolgung von Chemnitzer Demoteilnehmern eingerichtete Büro wurde am 3. Dezember 2018, wenige Stunden nach Bekanntwerden der Aktion, von der Polizei Chemnitz geräumt und der Vermieter kündigte mit sofortiger Wirkung den Mietvertrag. Der sächsische Innenminister Roland Wöller warf dem ZPS vor, mit der Aktion den gesellschaftlichen Zusammenhalt zu gefährden. Für das ZPS könne es strafrechtliche Konsequenzen wegen Beleidigung, Verstoß gegen das Kunsturhebergesetz und gegen den Datenschutz geben; letzteres, weil die abgebildeten Personen auf den Fahndungsfotos keine Personen des öffentlichen Interesses waren. Cesy Leonard vom ZPS sprach mit dem MDR Sachsen, griff die Kritik Wöllers auf und verteidigte die Aktion im Ganzen:

„Was die politischen Reaktionen angeht, möchte ich etwas zu der Reaktion des sächsischen Innenministers sagen. Er meinte, dass die Aktion zur Spaltung der Gesellschaft führe. Da muss ich entschieden sagen, dass es nicht die Aktion ist, die zu dieser Spaltung führt, sondern das kriminelle Verhalten von Mitbürgern, die sich der Demokratie verweigern.“

Der Spitzenverband der deutschen Kulturverbände in Person seines Geschäftsführers Olaf Zimmermann bezeichnete „Soko Chemnitz“ als „problematische Kunstaktion, die nicht zur Aufklärung beiträgt, sondern nur der Spaltung unserer Gesellschaft weiter Vorschub leistet“, und kritisierte die eingesetzten Mittel mit den Worten: „Es spielt keine Rolle, ob der Pranger real oder Fake ist, und schon gar nicht rechtfertigt das Ziel dieses Mittel.“
Nachdem ein Foto, das den Gothaer AfD-Politiker Birger Gröning auf der Chemnitzer Demonstration zeigt, vom ZPS mit der Unterschrift „erwischt“ veröffentlicht wurde, klagte er auf Unterlassung. Am 15. April 2019 untersagte das Landgericht Erfurt die weitere Veröffentlichung des Fotos bei Androhung eines Ordnungsgeldes von 250.000 Euro, wogegen eine Berufung möglich ist.
Rezeption
Jens Bisky äußerte am 4. Dezember 2018 in der Süddeutschen Zeitung die Ansicht, dass die Aktion „Soko Chemnitz“ an die Denunziationsaufrufe einzelner Landesverbände der AfD gegen Lehrer erinnere: Leicht ließe sich die „Soko Chemnitz“ in eine Anzeigeplattform gegen Ausländer, Linke oder Schwule in der Nachbarschaft verwandeln, ohne sprachlich viel zu ändern. Das ZPS spreche von „Volksverrätern“, „Gesinnungskranken“, „Vaterlandsverrätern“, „rechten Deutschlandhassern“, „Drückebergern“ und setze diese in Gegensatz zu den „Normalen“. Diese Sprache hätte man, so Bisky, in den 1980er Jahren „faschistoid“ genannt. Alles sei zwar unter dem „Kunst“-Vorbehalt formuliert. Diese „Satire“ oder „Aktionskunst“ bestätige die Logik der Ausgrenzung und Einschüchterung, gegen die sie sich angeblich richte. Statt die Gegner der offenen Gesellschaft politisch zu stellen, würden sie pathologisiert, statt Demokratie als ständigen Konflikt zu begreifen, wird sie als Sektengesinnung inszeniert.
Markus Reuter betonte dagegen auf netzpolitik.org, „der Aufschrei der Rechten und Rechtsradikalen“ sei angesichts der umstrittenen Öffentlichkeitsfahndung nach dem G20-Gipfel in Hamburg und der Denunziationsportale der AfD scheinheilig. Zwar sei die Aktion aus Sicht des Datenschutzes falsch und gehe „in eine Richtung, die für unsere Gesellschaft nicht wünschenswert und auch möglicherweise justiziabel“ sei; das Portal würde aber gerade dadurch, dass es Methoden seiner Gegner benutze, „gesellschaftliche Konfliktlinien und Defizite“ sichtbar machen.
Kolja Reichert von der FAZ rezipierte: „Das Zentrum klingt jetzt wie eine Gruppe am Übergang zum Extremismus, in dem das Vokabular der Kritik, in diesem Fall der Satire, in ein totalitäres Vokabular der Selbstbehauptung kippt.“

### Sucht nach uns!
Am 2. Dezember 2019 errichtete das Zentrum für Politische Schönheit vor dem Reichstagsgebäude in Berlin eine Gedenksäule. Sie enthielt einen Bohrkern vom Erdreich aus der Umgebung eines der Vernichtungslager und soll nach Angaben des ZPS Asche von ermordeten NS-Opfern enthalten haben. Die als „Widerstandssäule“ bezeichnete Installation und der dazugehörige Aufsatz „Die Wege der Asche. Eine quellenkritische Chronologie für das Interessengebiet Auschwitz“ des vom ZPS beauftragten Historikers Hinnerk Höfling sind das Ergebnis von über zwei Jahre dauernden systematischen Recherchen des ZPS zum Verbleib der Asche aus den Krematorien von Vernichtungslagern. Höfling erklärte, woher die Asche in der Säule komme, könne er nicht sagen; ihm gehe es nur um ihre kulturhistorische Bedeutung.
Die Säule wurde auf dem Gelände der ehemaligen Kroll-Oper aufgestellt, die nach dem Reichstagsbrand als Ausweichquartier des Parlaments diente. Dort hatten im Jahr 1933 bürgerliche Parteien das Ermächtigungsgesetz unterzeichnet und damit die Demokratie den Nationalsozialisten ausgeliefert. Die Aufstellung an diesem Ort richte sich gegen Konservative aus CDU und CSU, die in Erwägung ziehen, mit der in Teilen rechtsextremen AfD zusammenzuarbeiten.
In der dazugehörigen Fundraising-Aktion waren sogenannte „Schwurwürfel“ erhältlich, die nach Angaben des ZPS negativ getestete Erdproben aus den Grabungen enthielten.
Der Holocaustforscher Götz Aly sagte gegenüber dem Spiegel: „Das Thema der Verwertung der Ermordeten ist unendlich lange tabuisiert worden“. In einem Interview mit dem MDR bezeichnete er die Aktion als „dankenswert“. Allerdings halte er die Verbindung zur AfD etwas fragwürdig und würde es nicht instrumentalisieren gegen die jetzige AfD.
Auch Lea Rosh, Initiatorin des Denkmals für die ermordeten Juden Europas, unterstützte die Aktion; sie sei „tiefer, als unser Holocaustmahnmal es ist“.
Die Aktion stieß aber auch auf breite Kritik. Der Zentralrat der Juden bezeichnete die Aktion als problematisch, da sie gegen das jüdische Religionsgesetz der Totenruhe verstoße. Auch der Antisemitismus-Beauftragte der Bundesregierung, Felix Klein, forderte von den Künstlern die Beachtung jüdischer Religionsgesetze. Der Grünen-Politiker Volker Beck erstattete Strafanzeige wegen Störung der Totenruhe.
Christoph Heubner, Vizepräsident des Internationalen Auschwitz-Komitees, urteilte über die Aktion: „Auschwitz-Überlebende sind bestürzt darüber, dass mit diesem Mahnmal ihre Empfindungen und die ewige Totenruhe ihrer ermordeten Angehörigen verletzt werden.“ Die Orthodoxe Rabbinerkonferenz Deutschland verurteilte die Aktion auf das Schärfste. Mit der Aktion werde „der Tod von Millionen von Menschen für ein obszönes Kunstspektakel ausgenutzt“. Auch zahlreiche weitere jüdische Organisationen lehnten die Aktion ab.
Die Künstlergruppe entschuldigte sich daraufhin für die Aktion. Das Fenster, durch das der Bohrkern in der Gedenksäule sichtbar gewesen war, wurde verhüllt und eine zum 7. Dezember 2019 geplante, als „zivilgesellschaftlicher Zapfenstreich gegen die AfD“ bezeichnete Kundgebung abgesagt. Die sterblichen Überreste wurden nach Angaben des ZPS an die Orthodoxe Rabbinerkonferenz zur Bestattung übergeben.
Die Erben Stephan Hermlins, dessen Gedicht Die Asche von Birkenau für die Aktion verwendet wurde, distanzierten sich deutlich und behielten sich rechtliche Schritte vor. Andrej Hermlin, der Sohn des Dichters, sprach in diesem Zusammenhang von einem „Missbrauch“ des Gedichts. Stella Hindemith, Enkelin Hermlins, nannte die „Gedenkstele“ ein „skrupelloses Spiel mit Emotionen.“
Das Bezirksamt Berlin-Mitte setzte für die Beseitigung der Säule, für die das Kollektiv in einer nächtlichen Aktion ein Betonfundament gegossen hatte, eine Frist bis zum 20. Dezember 2019. Die Gruppe teilte mit, sie werde die Säule nicht entfernen, und legte am selben Tag Widerspruch ein. Im Fall der Abweisung des Widerspruchs, der aufschiebende Wirkung hat, steht dem ZPS der Klageweg offen.
Am 6. Januar 2020 versuchten Aktivisten, die sich Aktionskünstler-Komitee (AKK) nennen, die Säule zu entfernen, da man mit der Asche von Holocaustopfern „keine Kunst und Politik machen“ solle. Das AKK unterstütze zwar das Ansinnen des ZPS, die Parteien und „insbesondere die Union“ vor einer Zusammenarbeit mit der AfD zu warnen, doch sei diese Aktion „von der Ignoranz gegenüber heute lebenden Jüdinnen und Juden geprägt gewesen“. Die Polizei verhinderte den Abbau. Es war Anzeige wegen Sachbeschädigung erstattet worden.
Ein vollständiger Rückbau der „Gedenkstätte“ wurde am 16. Januar 2020 auf Kosten des ZPS eingeleitet.

### Franz von Papen wieder aufgetaucht!
Im Dezember 2019 brachte das ZPS die Grabplatte des Reichskanzlers und späteren NSDAP-Mitglieds Franz von Papen von Wallerfangen nach Berlin und legte sie vor der CDU-Bundeszentrale ab.
Von Papen hatte mit der NSDAP über eine Koalitionsregierung verhandelt in dem Irrglauben, sie in der Regierung zähmen zu können. In seinem Netzauftritt erklärte das ZPS, von Papen „möchte mit der Union die Gefahren besprechen, wenn man sich mit Faschisten einlässt und ob Demokratiefeinde durch Macht überhaupt domestiziert, demaskiert oder eingehegt werden können“.
Philipp Ruch vom ZPS sagte, die Aktion sei die Fortsetzung von „Sucht nach uns!“ und solle die Menschen aufrütteln; es gehe „um die Gefahren, die der Demokratie drohen, wenn man sich mit dem Faschismus einlässt.“ Die CDU habe sich nicht ausreichend von der AfD distanziert. Es gebe dort Kräfte, die „mit Faschisten Demokratie machen“ wollten.
Der Grabstein wurde von der Polizei sichergestellt; ein Ermittlungsverfahren wurde eingeleitet.

### Wo sind unsere Waffen?
Am 26. Oktober 2020 startete das Zentrum für Politische Schönheit das Projekt „Wo sind unsere Waffen?“ Vor dem Bundeskanzleramt wurde zeitweise eine große Abgabestation für Waffen eingerichtet. Bundesweit wurden Abgabe-Container aufgestellt und eine Belohnung von 1000 Euro ausgeschrieben. So gab es zum Beispiel Aktionen in Stuttgart oder Mecklenburg-Vorpommern. Außerdem wurde eine Website eingerichtet, die alle verschwundenen Objekte aus der Bundeswehr auflistet. Auf der Website, die im Design der Bundeswehr gestaltet ist, kann man außerdem Hinweise zu den verschwundenen Waffen melden. Die Aktivisten geben sich dabei als Militärischer Abschirmdienst aus. Intention ist es, auf das Rechtsextremismus-Problem und die Fälle von verschwundenen Waffen und Munition in der Bundeswehr aufmerksam zu machen. Im Impressum der ZPS-Website wird Philipp Ruch nun mit dem Zusatz „Generalinspekteur der Bundeswehr“ angeführt.
Im Januar 2023 berichtete Business Insider, dass die Bundeswehr die Kampagne als „Guerilla-Marketingaktion mit Elementen einer [geheimdienstlichen] Informationsoperation“ wertete und dies die Aufmerksamkeit der Truppe für Operative Kommunikation nach sich zog. In Folge seien ZPS und Mitglieder im Rahmen des Projekts „Propaganda Awareness“ engmaschig beobachtet worden. Zu den über Projektinhalte in Kenntnis gesetzten Personen und Einrichtungen gehörten Bundesnachrichtendienst (BND), Bundesamt für Verfassungsschutz (BfV), Militärischer Abschirmdienst (MAD), sowie Bundesministerin Christine Lambrecht, was medial Fragen der Zulässigkeit aufwarf. Netzpolitik.org berichtete im September 2023, dass das Zentrum Operative Kommunikation der Bundeswehr (ZOpKomBw) als Folge Abwehrmaßnahmen in Form interner und externer Kommunikation entwickelt habe, und veröffentlichte die interne Fallstudie.

### Flyerservice Hahn
Im Bundestagswahlkampf 2021 betrieb das ZPS einen fiktiven „Flyerservice Hahn“, der gegenüber Gliedorganisationen der AfD den Eindruck erweckte, Flyer-Verteilaufträge entgegenzunehmen. Die Künstlergruppe erhielt etwa fünf Millionen Flugblätter von der Partei und ließ sie schreddern, statt sie zu verteilen. Die AfD kündigte an, Strafanzeige zu erstatten. Nach Recherchen des ARD-Journalisten Daniel Laufer wurde der Netzauftritt des Flyerservice Hahn nachträglich geändert – in einer vorherigen Version seien eine Steuernummer, eine Handelsregister-Nummer sowie als „Kooperationspartner“ FDP und Deutsche Post AG angegeben gewesen. Der Auftritt sei demnach zuvor „sehr viel professioneller“ erschienen.
Im Januar 2022 wurden im Auftrag der Berliner Staatsanwaltschaft Räume des Künstlerkollektivs im Ortsteil Prenzlauer Berg – ein Atelier und eine Wohnung – durchsucht. Dabei wurden mehrere Datenträger beschlagnahmt. Der Verdacht lautet auf „Fälschung beweiserheblicher Daten“. Laut taz kritisierte das ZPS die Durchsuchungen mit den Worten: „Die erste Amtshandlung des neuen R2G-Senats in Berlin: Wohnungen von Künstlern durchsuchen.“
Die Jury der renommierten Ars Electronica zeichnete das Projekt 2022 gesondert aus, „weil es eine neue, originelle Interpretation der Beziehung zwischen Fiktion, Realität und Geschichte im politischen Aktivismus“ darstelle, so die Jurybegründung. Mit dem Kampf um einen schlagkräftigen Humanismus spiele das Zentrum „eine wichtige Rolle in der aktuellen politischen Sphäre, um die Öffentlichkeit für die gefährlichen Veränderungen zu sensibilisieren, die sich in ganz Europa vollziehen.“

### Initiative für ein AfD-Verbot
Am 27. November 2023 veröffentlichte das ZPS unter dem Label „AfD – Artists for Democracy GmbH“ eine Website zum Thema „AfD verbieten“. Auf der Website werden Beweise für die Verfassungsfeindlichkeit der Partei oder einzelner Mitglieder gesammelt und aufgearbeitet. Im Rahmen dieser Aktion wurde ein Deepfake-Video mit einem gefälschten Olaf Scholz veröffentlicht, das kontrovers diskutiert und auf Antrag der Bundesregierung durch eine einstweilige Verfügung des LG Berlin II vom 13. Februar 2024 (AZ: 15 O 579/23) verboten wurde. Außerdem wurde vor dem Bundeskanzleramt eine Installation aufgestellt, die ein Gefängnis mit Parteimitgliedern der AfD als Insassen darstellt.

### Adenauer SRP+

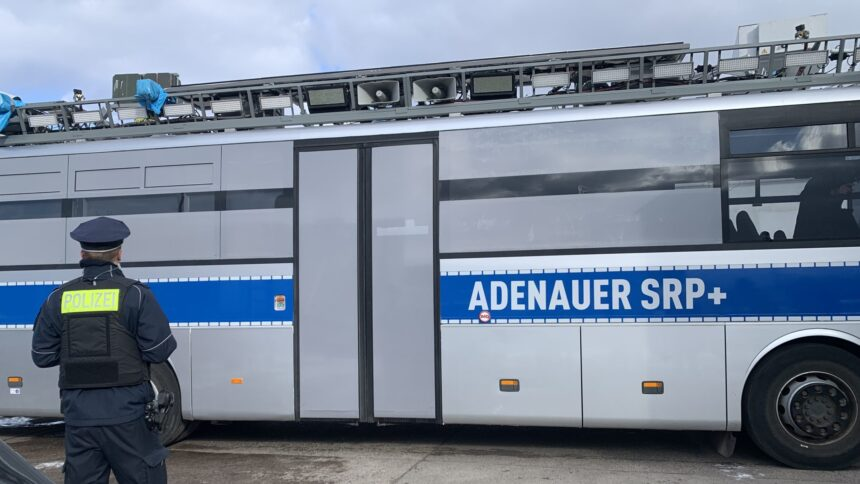
Der Adenauer SRP+

Mitte Dezember 2024 stellte das ZPS den Plan zum Umbau eines ausrangierten Gefangenentransporters zu einem mobilen Informationsstand vor. Der Name „Adenauer SRP+“ spielt auf das Parteiverbot der Sozialistischen Reichspartei (SRP) unter Kanzler Konrad Adenauer an. Der Bus, der laut ZPS bereits die NSU-Terroristin Zschäpe transportiert habe, ist jedoch ein ehemaliger französischer Schulbus, der u. a. mit einer Lautsprecheranlage nach Standard der US-Armee, Luftschutzsirenen, einem Flakscheinwerfer, Nebelanlage, Wasserwerfer und Laserprojektoren ausgebaut werden. In ihm sollen 2400 Beweismittel für ein AfD-Verbotsverfahren transportiert und im Rahmen des AfD-Wahlkampfs zur Bundestagswahl an diversen Stopps präsentiert werden. Weniger als 24 Stunden nach der Ankündigung des Projekts wurde eine Spendensumme von 225.000 Euro für den Ausbau des Busses erzielt.
Auf dem 38. Chaos Communication Congress im Jahr 2024 wurde der unausgebaute Adenauer SRP+ erstmals der Öffentlichkeit präsentiert. Bei einer Demonstration gegen einen AfD-Parteitag in Riesa im Januar 2025 blockierte der Transporter eine Zufahrtsstraße zur Veranstaltungshalle, angeblich wegen einer Panne.
Am 20. Juli 2025 wurde das Fahrzeug dafür verwendet, ein im Berliner  Regierungsviertel im Freien geführtes ARD-Sommerinterview mit Alice Weidel durch laute Musik vom anderen Ufer der Spree zu übertönen und zu stören.

### Projektion auf Tesla-Fabrik
Als Reaktion auf eine Hitlergruß-ähnliche Geste die Teslas Geschäftsführer, Elon Musk, auf der Amtseintrittsveranstaltung von Donald Trump gezeigt hatte, wurde am Abend des 22. Januar 2025 in Zusammenarbeit mit der Gruppe Led by Donkeys ein Foto der Geste sowie der Schriftzug „HEIL“ an die Fassade der Tesla-Fabrik in Grünheide projiziert, wodurch zusammen mit dem Firmenlogo „HEIL TESLA“ auf der Fassade steht.

### Merz-Weidel-Transparent am Maxim-Gorki-Theater
Eine Woche vor der Bundestagswahl 2025 ließ das Zentrum am 16. Februar 2025 an der Fassade des Berliner Maxim-Gorki-Theaters ein Transparent aufhängen, das ein KI-generiertes Bild der Kanzlerkandidaten Friedrich Merz (CDU) und Alice Weidel (AfD) mit einem Bruderkuss zeigte. Es trug die Aufschrift „Die Grenze ist nicht mehr sicher!“ und forderte zur Teilnahme an der Wahl auf. Am 19. Februar 2025 ließ die Berliner Polizei das Transparent abhängen, weil sie darin eine Beleidigung der Abgebildeten erkannte. Auf die Nachfrage des Theaters nach der Rechtsgrundlage prüften Staatsschutz und Staatsanwaltschaft den Fall. Weil keine Straftat vorlag, wurde die Polizei angewiesen, das beschlagnahmte Transparent herauszugeben. Die Theaterintendantin Shermin Langhoff zeigte sich irritiert, „dass die Polizei in vorauseilendem Gehorsam und ohne rechtliche Prüfung das Abhängen eines Plakates an einem Theater anordnet und dabei meine Mitarbeiter einschüchtert und Kosten für die Entfernung androht“. Ein Sprecher der Zentrums-Künstler sagte, die Berliner Polizei sei „vollkommen wahnsinnig“ geworden. Die Polizei bestritt eine „tatsächliche Beschlagnahme“. Berlins Innensenatorin Iris Spranger (SPD) entschuldigte sich wenige Tage später vor dem Innenausschuss für den Polizeieinsatz. Der Inhalt des Transparents sei von Artikel 5 Grundgesetz gedeckt gewesen. Darunter fällt die Kunstfreiheit, auf die sich das Zentrum berufen hatte.

### Störung des Weidel-Sommerinterviews in der ARD
Zu Beginn der parlamentarischen Sommerpause sendete die ARD am 20. Juli 2025 vom Berliner Regierungsviertel ein Sommerinterview mit Alice Weidel (AfD). Das am Sonntagnachmittag live im Internet übertragene und später um 18 Uhr im linearen Fernsehen gezeigte Open-Air-Gespräch mit Markus Preiß von einer Terrasse des Marie-Elisabeth-Lüders-Hauses an der Spree wurde von nicht angemeldeten Protesten begleitet. Eine Gruppe von rund 40 Personen störte das Interview akustisch mit Trillerpfeifen, Hupen und lauter Musik sowie mit Anti-AfD-Slogans vom gegenüberliegenden Spreeufer aus. Neben den Protestierenden, zu denen Mitglieder der Gruppen „Omas gegen Rechts“ und „Teachers for Future“ zählten, war der „Adenauer SRP+“-Bus des ZPS zu sehen. Die Aktion wurde innerhalb der Bannmeile (befriedeter Bezirk) durchgeführt und wurde nicht bei den Behörden angemeldet. Infolgedessen wurden von der Polizei gegen zwei Personen Ordnungswidrigkeitenverfahren wegen des Verdachts eines Verstoßes gegen das Versammlungsfreiheitsgesetz eingeleitet. In einem Interview mit der Welt fragte Philipp Ruch: „Stellen Sie sich einmal vor, die NSDAP wäre 1932 verboten worden“ und behauptete, der reaktionäre Staatsrechtler Carl Schmitt habe 1932 schon eine Verfügung über ein Verbot der NSDAP ausgearbeitet. Anschließend erklärte er noch, dass das Originaldokument nicht mehr existiere. In einer Recherche kommt der Historiker Sven Felix Kellerhoff, Leiter der Geschichtsredaktion der Welt, zum Ergebnis, dass es für die Existenz dieser Verbotsverfügung keine Belege gebe.

## Rezeption
Im Dezember 2015 gehörte das ZPS zu den ersten Preisträgern des Amadeu Antonio Preises der Amadeu Antonio Stiftung. 